# Ville libre de Besançon
1654–1678
Entités précédentes :
- Ville libre d'Empire de Besançon

Entités suivantes :
- Royaume de France :
-  Franche-Comté

La ville libre de Besançon était une ville autonome entourée par la Franche-Comté (à l'époque encore appelé Comté de Bourgogne).
Après avoir perdu son statut de ville impériale libre au sein du Saint-Empire romain germanique en 1654, la ville de Besançon a refusé de reconnaître la souveraineté d'un nouveau protecteur, qu'il soit roi de France ou d'Espagne, jusqu'à ce que Louis XIV dissolve le gouvernement municipal en 1676. Le gouvernement n'avait autorité que sur une toute petite zone autour de la ville de Besançon en Franche-Comté, ce qui signifiait qu'il avait une indépendance limitée bien qu'il disposait d'une autonomie interne considérable et essayait toujours de revendiquer sa neutralité.

## Histoire

### Au sein du Saint-Empire romain
Besançon est devenue une partie du Saint-Empire romain germanique en 1034 au sein du comté de Bourgogne, puis en 1043 en tant qu'archevêché de Besançon. C'est en 1290, qu'elle acquiert son autonomie en tant que ville impériale libre sous le règne de l'empereur germanique Rodolphe Ier de Habsbourg. La ville a lentement cherché la protection d'un certain nombre de princes extérieurs, ou capitaines, comme Philippe le Bon, duc-comte de Bourgogne. Après le mariage de Marie de Bourgogne avec Maximilien Ier, empereur romain germanique en 1477, la ville a traité les Habsbourg comme ses protecteurs.
Lorsque la Franche-Comté passe sous la couronne de Philippe II d'Espagne en 1558 Besançon reste une ville impériale libre. La ville reste officiellement une partie de l'Empire jusqu'à sa cession de l'Autriche à l'Espagne, comprise avec la Franche-Comté, lors de la paix de Westphalie en 1648.

### Perte du statut impérial
Besançon perd son statut de ville libre en 1651 en réparation d'autres pertes que les Espagnols avaient subies pendant la guerre de Trente Ans. Après une certaine résistance, ce changement de statut fut finalement admis par les Bisontins en 1654, bien que Besançon garde un haut degré d'autonomie interne.

### La cité espagnole et ses litiges avec la France
C'est donc en 1654, que Besançon est placée (plus ou moins) directement sous l'autorité de la couronne d'Espagne. Ceci résulte de la diète de Ratisbonne qui implique que le  Saint-Empire romain germanique cède Besançon en échange de la petite bourgade de Frankenthal (Palatinat), possession espagnole depuis 1621. Cet échange est jugé disproportionné par la population bisontine, qui refuse alors de se considérer comme sujet du roi d'Espagne. Ceci s'illustre d'ailleurs en 1658, lorsque Besançon fête l’avènement du nouvel empereur Léopold Ier.
En 1665, le roi Philippe IV d'Espagne meurt, c'est Charles II qui prend sa succession en tant que comte palatin de Bourgogne et "protecteur" de Besançon.
En 1667, Louis XIV revendique la Franche-Comté à la suite de son mariage avec Marie-Thérèse d'Espagne. Dans le cadre de la guerre de Dévolution, les troupes françaises arrivent dans la Comté en 1668 et assiègent la ville. Besançon essaie vainement de faire valoir qu'elle est neutre dans toutes les hostilités car c'est une ville impériale libre du Saint-Empire romain germanique, ce que le commandant français le prince de Condé repousse considérant, ceci comme étant archaïque. Les Français acceptent des conditions de remise très généreuses avec les autorités de la ville, notamment le transfert de l'université de Dole, en son sein, cette dernière alors récalcitrante. Il y avait également des rumeurs selon lesquelles le Parlement régional pourrait être lui aussi transféré de Dole. La ville a aussi stipulé qu'il devrait leur rester la relique d'un fragment du drap sacré et que les protestants ne devraient pas avoir la liberté de conscience de la même manière qu'ils l'avaient alors dans le reste de la France.
Pendant que la ville était aux mains des Français, le célèbre ingénieur militaire Vauban l'a visitée et a élaboré des plans pour sa fortification. Finalement, le traité d'Aix-la-Chapelle rendra la cité ainsi que le reste de la Comté à l'Espagne.
Les Espagnols (alors sous le règne de Charles II) débutent la construction du point principal et central des défenses de la ville, "la Citadela" (qui deviendra la Citadelle de Besançon), en l'implantant sur le mont Saint-Étienne, qui ferme le col de la boucle du Doubs qui entoure la vieille ville. Les constructions de ces fortifications reprendrons largement les premiers plans élaborés par Vauban. Tout comme la frappe de la monnaie (toujours aux nom de Charles Quint), l’édification de cette première citadelle s’interrompra en 1673.
À partir de cette époque, un parti pro-français considérable se développe parmi les habitants de la ville.

### Occupation et annexion par la France (1674-1678)
Le statut de ville libre disparait à la suite de la guerre de 1672-1678 entre la France et les Provinces-Unies, puis la Quadruple-Alliance (1673), qui inclut le roi d'Espagne, possesseur des Pays-Bas méridionaux et de la comté de Bourgogne, et l'empereur. 
À partir de novembre 1673, l'armée française attaque le comté de Bourgogne, puis Louis XIV installe un siège devant Besançon. Les assiégés se rendent le 22 mai 1674 après un mois de résistance.  
La ville occupée conserve ses privilèges, mais ils prennent fin en 1676 : les autorités françaises suppriment la magistrature et à la forme élective du gouvernement de Besançon. Une cour baillarde[pas clair] est instaurée à la place. En contrepartie, la ville est promue capitale de la Comté, le parlement de Besançon remplaçant le parlement de Dole. 
L'annexion est formalisée sur le plan international en 1678 par le traité de Nimègue, en même temps que celle de la comté de Bourgogne, qui reçoit le nom de Franche-Comté de Bourgogne, ou simplement Franche-Comté.

## Les institutions
Ancienne juridiction impériale, la vicomté et la mairie de Besançon sont accaparées, au Moyen Âge, par la  maison de Chalon sous suzeraineté archiépiscopale ; il ne s’agit pas d’une juridiction municipale.
Besançon avait une forme de gouvernement raisonnablement démocratique, contrairement à la plupart des villes impériales libres, qui sont progressivement devenues des oligarchies. À contraster tout de même avec le XVIIe siècle, qui apporte son lot de difficultés et voit la noblesse ainsi que la riche bourgeoisie locales, s'imposer à la cité. Le gouvernement était composé de vingt-huit conseillers élus chaque année par les sept paroisses. Ceux-ci, à leur tour, ont choisi quatorze gouverneurs, qui s'occupaient des affaires courantes. Les affaires principales étaient gérées par des conseillers et des gouverneurs réunis. Il était également prévu une assemblée générale des citoyens dans les cas très importants.
Les protecteurs, qui étaient d'abord les ducs-comtes de Bourgogne puis les Habsbourg autrichien et espagnol avaient le droit de nommer un président pour les gouverneurs et le commandant des soldats qui gardaient les remparts. Ceux-ci n'ont jamais été reconnus comme souverains, puisque que Besançon a toujours revendiquée être une ville libre.
Après l’annexion du comté de Bourgogne et de la cité de Besançon, le royaume de France crée un bailliage à Besançon et installe un nouveau magistrat de la ville. Comme conséquence de ces réformes, l’institution est mise en sommeil en 1681. Le successeur des Chalon, Guillaume III d’Orange-Nassau, roi d’Angleterre, bénéficie de son rétablissement 1700, mais, deux ans plus tard, un de ses principaux créanciers, Louis de Gand de Mérode, se fait remettre l’ensemble des biens des Chalon en comté de Bourgogne par un arrêt du conseil d’État du 4 mai 1702. C’était donc une justice privée dont les Bisontins usèrent régulièrement pour leurs affaires, en particulier pour liquider leurs dettes.